# Arthur Nebe
O Gruppenführer Arthur Nebe (Berlim,13 de novembro de 1894 – Berlim, 21 de março de 1945) foi um proeminente membro do Partido Nazista. Em julho de 1931, ele se juntou a SS.  No começo da carreira ele foi comissário da polícia de Berlim na década de 1920. Nebe tomou parte ativa do Holocausto, comandando o Einsatzgruppe B no distrito de Bezirk Bialystok (na moderna Bielorrússia) sob comando do Grupo de Exércitos Centro durante a invasão alemã da União Soviética. Nebe comandou o Kripo (Polícia criminal) até que ele foi acusado de traição e executado devido a sua participação no atentado contra Adolf Hitler em julho de 1944.